# 総音程音列

アルバン・ベルクの抒情組曲第一楽章で用いられている音列は総音程音列である

総音程音列（そうおんていおんれつ）とは、十二音技法に基づき12音すべてが含まれ、かつ短二度から長七度までの11個全ての音程を含む音列を指す。
作り方は、恣意的に転回すると同じ音程が起きるため、すべて上行音程もしくはすべて下行音程として、11個の音程を一つずつ積み上げて音列を作る。さらに十二音技法に基づいているため、その中で同じ音が使われてはいけない。積み上げるゆえに必ず開始音の増四度もしくは減五度離れた音で終わる。
総音程音列を数え上げると3,856個あるが、反行を無視すれば半分の1,928個の総音程音列があることが分かっている。

## 例
- アルバン・ベルクの抒情組曲第一楽章

上記画像の譜表を元に、下行を基本にし全ての音程が使われていることを示す
Fー[短二度下行]ーEー[短六度上行=長三度下行]ーCー[短三度下行]ーAー[短七度上行=長二度下行]ーGー[完全四度下行]ーDー[減五度上行=増四度下行]ーAsー[完全五度下行]ーDesー[長二度上行=短七度下行]ーEsー[長六度下行]ーGesー[長三度上行=短六度下行]ーBー[長七度下行]ーCes(H)